# Prêmio APCA
Prêmio APCA é um prêmio brasileiro criado em 1956 pela Associação Paulista de Críticos Teatrais (atual Associação Paulista de Críticos de Arte) com foco em doze áreas culturais: Arquitetura, artes visuais, cinema, dança, literatura, moda, música erudita, música popular, rádio, teatro, teatro infantil e televisão. É reconhecido como a mais tradicional premiação brasileira na área de cultura.
O Troféu APCA no início escolhia os melhores do teatro e da música erudita. No início dos anos 70, já como Associação Paulista de Críticos de Arte, passa a premiar também os destaques nas áreas de literatura, música, artes visuais, cinema, televisão e dança. Em 1980, o teatro infantil e o rádio começam a concorrer.
Os ganhadores do Prêmio APCA são escolhidos anualmente entre o final de novembro e o início de dezembro durante a reunião dos críticos membros da APCA. Algumas categorias podem ter uma pré-seleção semestral de finalistas, de acordo com a necessidade. Cada crítico vota exclusivamente dentro de sua área de atuação, selecionando, no máximo, sete categorias em cada área, que podem sofrer alterações a cada ano de acordo com a percepção dos críticos sobre o que seria mais pertinente em cada período (esta regra passou a valer em 1999, pois até 1998 o número de categorias que poderiam ser criadas era livre). Também há a exigência de que um mínimo de três críticos de cada área estejam presentes à votação, o que pode fazer com que não ocorra premiação para determinadas categorias em alguns anos por falta de quórum (houve raras exceções a essa regra no decorrer dos anos).

## Áreas de premiação
- Prêmio APCA de Televisão
- Prêmio APCA de Arquitetura
- Prêmio APCA de Artes Visuais
- Prêmio APCA de Cinema
- Prêmio APCA de Dança
- Prêmio APCA de Literatura
- Prêmio APCA de Moda
- Prêmio APCA de Música Erudita
- Prêmio APCA de Música Popular
- Prêmio APCA de Rádio
- Prêmio APCA de Teatro
- Prêmio APCA de Teatro Infantojuvenil